# 匹見峡

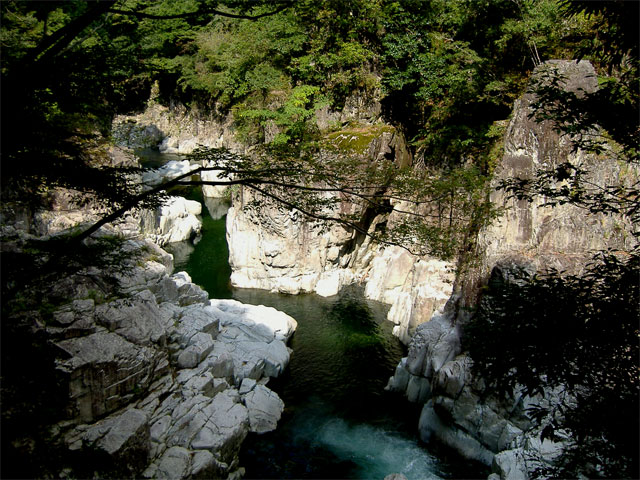
表匹見峡 小沙夜淵

匹見峡（ひきみきょう）は、島根県益田市匹見町（旧匹見町）に位置する渓谷の総称。
高津川支流の匹見川による河川の浸食によって形成された渓谷で、道川～匹見間の表匹見峡、その奥部にある裏匹見峡、そして最上流部に位置する奥匹見峡からなる。また中流広瀬付近には前匹見峡があるが、前者三つと比較すると知名度は低い。
表匹見峡は匹見峡の中枢に当たり、大規模な峡谷美を見せ、徒歩で散策する裏・奥匹見峡とは違い車で渓谷や名勝を見ることが出来るため、最もアクセスしやすく観光拠点にもなっている。裏匹見峡は、断崖絶壁が差し迫った勇壮な景観を見せる。下流にはキャンプ場やレストラン、芦ヶ原伸之監修のパズル展示館、巨大迷路が整備されており、観光シーズンには最も賑わう。奥匹見峡は人を寄せ付けない秘境となっており、最も純粋な自然が残っているとともに幾つもの瀑布が見られる。
いずれも西中国山地国定公園の指定区域に属する。

## アクセス
表匹見峡、裏匹見峡、奥匹見峡、前匹見峡はそれぞれが10キロメートル前後離れている。
- 自動車
  - いずれも益田駅から国道191号または国道9号と国道488号などを経由し、1時間～1時間半程度
  - いずれも広島駅から中国自動車道戸河内インターチェンジ、国道191号などを経由し、2時間程度。吉和インターチェンジから国道488号を経由するのは、県境付近が通行止めとなっており不可。
- バス
  - 前匹見峡:石見交通匹見線「新田」で下車、徒歩で約20分。
  - 裏匹見峡:石見交通匹見線「裏匹見峡」で下車（観光シーズンのみの運行）。